# Quetzal capdaurat
El quetzal capdaurat  (Pharomachrus auriceps) és una espècie d'ocell de la família dels trogònids (Trogonidae). Habita la selva humida de les muntanyes de l'est de Panamà, Colòmbia, oest de Veneçuela, l'Equador, el Perú i Bolívia.